# Оддерон
Оддеро́н (от англ. odd — нечётный) — реджеон, обладающий всеми квантовыми числами померона за исключением отрицательной C-чётности. Предполагается, что он должен проявляться в сильных взаимодействиях при высоких энергиях наравне с помероном. Указанием на это можно считать существование оддеронных решений уравнения типа БФКЛ (Балицкий — Фадина — Кураева — Липатова), причём получающийся интерсепт оддерона также высок и достигает единицы.
Предпринимались многочисленные попытки обнаружить оддерон в эксперименте. Так, именно оддерон должен приводить к ненулевому значению разности полных сечений протон-протонных и протон-антипротонных столкновений при асимптотически высоких энергиях. Кроме того, именно обмен оддероном должен приводить к дифракционному рождению скалярных и тензорных мезонов в глубоко-неупругом рассеянии.
В декабре 2020 года вышла совместная работа экспериментов TOTEM на Большом адронном коллайдере и DØ на Теватроне об открытии оддерона.